# روي ألموند
روي ألموند (بالإنجليزية: Roy Almond)‏ هو لاعب دوري الرغبي أسترالي، ولد في 1891، وتوفي في 1960.